# بابی جونز (بازیکن بسکتبال)
بابی جونز (انگلیسی: Bobby Jones؛ زاده ۱۸ دسامبر ۱۹۵۱) یک بازیکن بسکتبال در پست فوروارد قدرتی اهل ایالات متحده آمریکا است.
از باشگاه‌هایی که در آن بازی کرده‌است می‌توان دنور ناگتس و فیلادلفیا سونتی‌سیکسرز به اشاره کرد.
وی در مسابقات کشوری و بین‌المللی در مجموع برندهٔ ۱ مدال نقره شده‌است.